# István Dobi
István Dobi (31. prosince 1898 – 24. listopadu 1968) byl maďarský komunistický politik, jeden z klíčových představitelů socialistického režimu v Maďarsku po druhé světové válce. V letech 1948-1952 byl premiérem Maďarska. V letech 1952-1967 byl maďarským prezidentem, kterážto funkce se ovšem od přijetí nové ústavy v roce 1949 nazývala předseda prezídia Maďarské lidové republiky. V letech 1949-1952 byl předsedou Malorolnické strany.

## Biografie
Malorolnická strana byla po roce 1945 v Maďarsku nejsilnější stranou a vyhrála první poválečné volby. Její předseda Ferenc Nagy vytvořil vládu, které předsedal v letech 1946-1947. Roku 1947 však byla část vedení Malorolnické strany pozatýkána v rámci procesu s tzv. protistátním spiknutím (jehož jádro měli tvořit důstojníci Maďarského souručenství), Nagy uprchl do USA a vliv ve straně převzala levicová skupina v čele s Dobim, který stranu poté přivedl do Národní fronty nezávislosti, od roku 1949 přejmenované na Maďarskou lidovou frontu nezávislosti (obdoba české Národní fronty), která vytvářela v éře komunistického režimu jednotnou volební kandidátku, jíž dominovala nejprve Komunistická strana (od 1948 po sloučení se sociální demokracií přejmenovaná na Maďarskou stranu pracujících, od 1956 na Maďarskou socialistickou dělnickou stranu). Dobiho ovládnutí populární Malorolnické strany bylo klíčovým taktickým manévrem při nastolování režimu sovětského typu v poválečném Maďarsku. Dobi za něj byl odměněn funkcí předsedy vlády, roku 1952 byl však nahrazen komunistickým lídrem Mátyásem Rákosim. Dobi poté dostal funkci prezidenta, ta byla v té době ovšem spíše symbolickou. Nakonec Dobi roku 1959 vstoupil do Maďarské socialistické dělnické strany a stal se členem jejího ústředního výboru.